# شیخ عمر
شیخ عمر یا شیخ‌آباد، روستایی در دهستان سندرک بخش سندرک شهرستان میناب در استان هرمزگان ایران است.

## جمعیت
بر پایه سرشماری عمومی نفوس و مسکن در سال ۱۳۹۵، جمعیت این روستا برابر با ۵۶ نفر (۱۵ خانوار) بوده‌است.